# Sergio Reguilón
Sergio Reguilón Rodríguez (Madrid, 16 december 1996) is een Spaans voetballer die doorgaans als linksback speelt. Na verhuurperioden aan UD Logroñés stroomde hij in 2018 door vanuit de jeugdopleiding van Real Madrid. Hij won op huurbasis bij Sevilla FC in 2020 de UEFA Europa League. Reguilón stapte in 2020 voor € 30 miljoen over naar Tottenham Hotspur, dat hem later verhuurde aan Atlético Madrid, Manchester United en Brentford FC. Hij speelde tussen 2020 en 2021 zes interlands voor het Spaans voetbalelftal.

## Clubcarrière

### Real Madrid

#### Real Madrid Castilla en verhuur aan UD Logroñés
Reguilón is afkomstig uit de jeugdopleiding van Real Madrid. Tussen augustus 2015 en januari 2016 werd hij verhuurd aan UD Logroñés. Namens UD Logroñés debuteerde hij 23 augustus 2015 in het profvoetbal, bij een 3–0 zege op SD Compostela in de Segunda División B. Reguilón debuteerde op 6 februari 2016 voor Real Madrid Castilla, het tweede elftal van De Koninklijke, in de Segunda División B tegen Real Unión (1–0 winst). Real Madrid werd kampioen van zijn groep, maar liep in de play-offs promotie naar de Segunda División A mis. Tijdens het seizoen 2016/17 werd Reguilón opnieuw verhuurd aan UD Logroñés. De vleugelverdediger maakte tegen UD Socuéllamos op 18 september 2016 zijn eerste doelpunt, waarmee hij bijdroeg aan een 2–0 overwinning. Twee weken later was hij bij een 5–3 zege op Bilbao Athletic goed voor een hattrick. Hij maakte op 11 november 2017 ook zijn eerste doelpunt voor Real Madrid Castilla, in het competitieduel tegen CCD Cerceda (0–2). Reguilón kreeg op 28 januari 2018 zijn eerste rode kaart in het profvoetbal, na twee gele kaarten tegen Deportivo de La Coruña B. Desondanks won Real Madrid Castilla die dag met 2–0.

#### Eerste elftal
Reguilón debuteerde op 2 oktober 2018 voor het eerste elftal van Real Madrid, in de UEFA Champions League tegen CSKA Moskou. Hij kreeg een basisplek van trainer Julen Lopetegui en Real Madrid verloor de wedstrijd met 1–0. Op 3 november 2018 maakte Reguilón zijn debuut in de Primera División tegen Real Valladolid. Vervolgens kreeg hij van de nieuwe trainer Santiago Solari de voorkeur boven Marcelo. Nadat Solari werd ontslagen en vervangen door Zinédine Zidane, kreeg Reguilón nog weinig speelminuten. Real Madrid presteerde in het seizoen 2018/19 teleurstellend, met zijn laagste puntenaantal in de competitie in 17 jaar.

#### Verhuur aan Sevilla FC
Na de komst van Ferland Mendy naar Real Madrid werd Reguilón in juli 2019 door Real Madrid verhuurd aan Sevilla FC. Bij zijn debuut voor deze club op 18 augustus 2019 tegen RCD Espanyol zorgde hij voor het openingsdoelpunt bij een 0–2 overwinning. Op 6 augustus 2020 maakte hij zijn eerste doelpunt in het internationale clubvoetbal, waarmee hij Sevilla FC hielp aan een 2–0 overwinning tegen AS Roma in de achtste finales van de UEFA Europa League. In dat toernooi speelde Reguilón op 21 augustus 2020 de volledige finale, die met 3–2 werd gewonnen van Internazionale.

### Tottenham Hotspur
Reguilón stapte in de zomer van 2020 over naar Tottenham Hotspur, uitkomend in de Premier League. De Spurs betaalden € 30 miljoen voor hem aan Real Madrid, dat een terugkoopclausule van € 45 miljoen bedwong. Reguilón was eerder ook in verband gebracht met een overstap naar Manchester United. Hij maakte zijn debuut voor zijn nieuwe club in de EFL Cup-wedstrijd tegen Chelsea FC, dat na een strafschoppenserie werd gewonnen op 29 september 2020. Op 4 oktober 2020 debuteerde hij bij een 1–6 overwinning tegen Manchester United ook in de Premier League. Reguilón bleef net als Giovani Lo Celso en Erik Lamela zonder speelminuten in het competitieduel met Leeds United op 2 januari 2021 (3–0 winst), nadat was uitgelekt dat zij maatregelen omtrent de coronacrisis hadden geschonden. Op 19 mei 2021 was hij tegen Aston Villa (1–2 nederlaag) verantwoordelijk voor het duizendste eigen doelpunt ooit in de Premier League. Reguilón benutte op 22 september 2021, na een invalbeurt vlak voor tijd, zijn strafschop in een gewonnen penaltyserie tegen Wolverhampton Wanderers in de League Cup. Op 21 november 2021 was hij voor het eerst trefzeker namens Tottenham Hotspur; hij maakte het winnende doelpunt in het competitieduel met Leeds United.

#### Verhuurperioden
Reguilón werd in het seizoen 2022/23 door Tottenham Hotspur verhuurd aan Atlético Madrid. Nadat hij was hersteld van een blessure, maakte hij op 9 november 2022 zijn debuut voor Atleti als invaller voor Reinildo bij een 1–0 nederlaag tegen RCD Mallorca in de Primera División. Reguilón werd in september 2023 wederom voor een seizoen verhuurd door Tottenham Hotspur, ditmaal aan Manchester United, zonder optie tot koop. Bij Manchester United diende hij als vervanger van de geblesseerde Luke Shaw en Tyrell Malacia. Hij debuteerde voor Manchester United op 16 september 2023, in de competitiewedstrijd tegen Brighton & Hove Albion (1–3 nederlaag). Nadat Shaw was hersteld, keerde Reguilón in januari 2024 voortijdig terug naar Tottenham Hotspur, om vervolgens voor de rest van het seizoen verhuurd te worden aan Brentford FC. Op 20 januari 2024 kwam hij binnen de lijnen voor Neal Maupay tijdens een 3–2 overwinning tegen Nottingham Forest, waarmee hij debuteerde voor Brentford FC.

#### Terugkeer bij Tottenham Hotspur
Toen Reguilón in de zomer van 2024 terugkeerde bij Tottenham Hotspur ging hij niet mee op trainingskamp of transfermogelijkheden te onderzoeken, omdat hij niet paste in het spel van trainer Ange Postecoglou. Hij bleef echter onder contract staan in Londen. Hij kwam in het seizoen 2024/25 vervolgens enkel rond de jaarwisseling vanwege een blessuregolf in de verdediging en aan het eind van het seizoen in actie. Zo zat hij dat seizoen ook niet in de selectie voor de UEFA Europa League, een toernooi dat door Tottenham Hotspur werd gewonnen door op 21 mei 2025 de finale van Manchester United te winnen.

## Clubstatistieken
| Seizoen         | Club                 | Competitie         | Competitie | Competitie | Beker | Beker | Continentaal | Continentaal | Totaal | Totaal |
| Seizoen         | Club                 | Competitie         | Wed.       | Dlp.       | Wed.  | Dlp.  | Wed.         | Dlp.         | Wed.   | Dlp.   |
| --------------- | -------------------- | ------------------ | ---------- | ---------- | ----- | ----- | ------------ | ------------ | ------ | ------ |
| 2015/16         | → UD Logroñés        | Segunda División B | 9          | 0          | 3     | 0     | —            | —            | 12     | 0      |
| 2015/16         | Real Madrid Castilla | Segunda División B | 18         | 0          | —     | —     | —            | —            | 18     | 0      |
| 2016/17         | → UD Logroñés        | Segunda División B | 30         | 7          | 1     | 0     | —            | —            | 31     | 7      |
| 2017/18         | Real Madrid Castilla | Segunda División B | 30         | 2          | —     | —     | —            | —            | 30     | 2      |
| 2018/19         | Real Madrid          | Primera División   | 14         | 0          | 4     | 0     | 4            | 0            | 22     | 0      |
| 2019/20         | → Sevilla            | Primera División   | 31         | 2          | 2     | 0     | 5            | 1            | 38     | 3      |
| 2020/21         | Tottenham Hotspur    | Premier League     | 27         | 0          | 4     | 0     | 5            | 0            | 36     | 0      |
| 2021/22         | Tottenham Hotspur    | Premier League     | 25         | 2          | 4     | 0     | 2            | 0            | 31     | 2      |
| 2022/23         | → Atlético Madrid    | Primera División   | 11         | 0          | 1     | 0     | 0            | 0            | 12     | 0      |
| 2023/24         | → Manchester United  | Premier League     | 9          | 0          | 1     | 0     | 2            | 0            | 12     | 0      |
| 2023/24         | → Brentford          | Premier League     | 16         | 0          | 0     | 0     | —            | —            | 16     | 0      |
| 2024/25         | Tottenham Hotspur    | Premier League     | 4          | 0          | 2     | 0     | 0            | 0            | 6      | 0      |
| Carrière totaal | Carrière totaal      | Carrière totaal    | 224        | 13         | 22    | 0     | 18           | 1            | 264    | 14     |

Bijgewerkt t/m 22 mei 2025.

## Interlandcarrière
Reguilón debuteerde op 21 maart 2019 voor Spanje onder 21, als basisspeler bij een vriendschappelijke overwinning tegen Roemenië (1–0). Dat bleef zijn enige jeugdinterland. Reguilón maakte zijn interlanddebuut voor Spanje op 6 september 2020 in de UEFA Nations League-wedstrijd tegen Oekraïne. Hij kreeg meteen een basisplaats van bondscoach Luis Enrique en speelde de hele wedstrijd, die met 4–0 werd gewonnen. Reguilón werd echter niet opgenomen in de Spaanse selectie voor het EK 2020. Hij werd in oktober 2021 wel opgeroepen voor de finaleronde van de UEFA Nations League in Italië, maar kwam op dit toernooi niet in actie. Spanje verloor de finale met 2–1 van Frankrijk.
| Interlands van Sergio Reguilón voor Spanje | Interlands van Sergio Reguilón voor Spanje | Interlands van Sergio Reguilón voor Spanje | Interlands van Sergio Reguilón voor Spanje | Interlands van Sergio Reguilón voor Spanje | Interlands van Sergio Reguilón voor Spanje |
| №                                          | Datum                                      | Wedstrijd                                  | Uitslag                                    | Competitie                                 | Goals                                      |
| ------------------------------------------ | ------------------------------------------ | ------------------------------------------ | ------------------------------------------ | ------------------------------------------ | ------------------------------------------ |
| 1                                          | 6 september 2020                           | Spanje – Oekraïne                          | 4 – 0                                      | UEFA Nations League A 2020/21              |                                            |
| 2                                          | 7 oktober 2020                             | Portugal – Spanje                          | 0 – 0                                      | Vriendschappelijk                          |                                            |
| 3                                          | 13 oktober 2020                            | Oekraïne – Spanje                          | 1 – 0                                      | UEFA Nations League A 2020/21              |                                            |
| 4                                          | 11 november 2020                           | Nederland – Spanje                         | 1 – 1                                      | Vriendschappelijk                          |                                            |
| 5                                          | 14 november 2020                           | Zwitserland – Spanje                       | 1 – 1                                      | UEFA Nations League A 2020/21              |                                            |
| 6                                          | 8 september 2021                           | Kosovo – Spanje                            | 0 – 2                                      | Kwalificatie WK 2022                       |                                            |

## Erelijst
Real Madrid
- WK voor clubs: 2018

 Sevilla FC
- UEFA Europa League: 2019/20

 Tottenham Hotspur
- UEFA Europa League: 2024/25